# Крал на ринга (2000)
Крал на ринга (2000) (на английски: King of the Ring) е осмото годишно pay-per-view събитие от поредицата Крал на ринга, продуцирано от Световната федерация по кеч (WWF). Събитието се провежда на 25 юни 2000 г. в Бостън, Масачузетс.

## Обща информация
Основното събитие е отборен мач с шест души между фракцията Макмеън–Хелмсли (Трите Хикса, Винс Макмеън и Шейн Макмеън) и отбора на Скалата и Братята на разрушението (Гробаря и Кейн). Изданието през 2000 г. е най-големият турнир Крал на ринга, като взимат участие 32 състезатели.
Другите мачове включени в долната карта – включително мач с хандикап между Дъдли бойз (Бъба Рей Дъдли и Дивон Дъдли) и отбора на D-Generation X (Роуд Дог, Екс Пак) и Тори, хардкор мач за Хардкор титлата на WWF между шампиона Пат Патерсън и Джералд Бриско и мач с елиминиране четири ъгъла за Световните отборни титли на WWF между шампионите Много яко (Гранд Мастър Секси и Скоти Ту Хоти) и отборите на Острието и Крисчън, Харди бойз (Мат Харди и Джеф Харди) и T&A (Тест и Албърт).

## Резултати
| №                                         | Резултати | Правила | Време |
| ----------------------------------------- | --- | --- | ----- |
| 1                                         | Рикиши побеждава Крис Беноа чрез дисквалификация | Четвъртфинал за Крал на ринга | 03:25 |
| 2                                         | Вал Винъс (с Триш Стратъс) поб. Еди Гереро (с Чайна) | Четвъртфинал за Крал на ринга | 08:04 |
| 3                                         | Краш Холи поб. Бул Бучанън | Четвъртфинал за Крал на ринга | 04:07 |
| 4                                         | Кърт Енгъл поб. Крис Джерико | Четвъртфинал за Крал на ринга | 09:50 |
| 5                                         | Острието и Крисчън поб. Много яко (Гранд Мастър Секси и Скоти Ту Хоти) (ш), Харди бойз (Мат Харди и Джеф Харди) (с Лита), и T&A (Тест и Албърт) (с Триш Стратъс) | Четворен елиминационен мач за Световните отборни титли на WWF | 14:11 |
| 6                                         | Рикиши поб. Вал Винъс (с Триш Стратъс) | Полуфинал за Крал на ринга | 03:15 |
| 7                                         | Кърт Енгъл поб. Краш Холи | Полуфинал за Крал на ринга | 03:58 |
| 8                                         | Пат Патерсън (ш) срещу Джералд Бриско приключва, когато Краш Холи тушира Патерсън                                                                                | Хардкор мач с рокля за Хардкор титлата на WWF | 03:07 |
| 9                                         | D-Generation X (Роуд Дог, Екс Пак и Тори) поб. Дъдли бойз (Бъба Рей Дъдли и Дивон Дъдли)                                                                         | Хандикап боклучийски мач с маси | 09:45 |
| 10                                        | Кърт Енгъл поб. Рикиши | Финал за Крал на ринга | 05:56 |
| 11                                        | Скалата и Братята на разрушението (Гробаря и Кейн) поб. Фракцията Макмеън–Хелмсли (Трите Хикса, Винс Макмеън и Шейн Макмеън) (ш) (със Стефани Макмеън–Хелмсли)   | Шесторен отборен мач за Титлата на WWF; ако Трите Хикса, Винс или Шейн Макмеън са туширани или се предадат, Трите Хикса ще загуби титлата от този, който е направил туша или предаването. Скалата печели титлата. | 17:54 |
| - (ш) – указва шампиона/шампионите в мача | | |       |